# Concierto para piano (Reger)

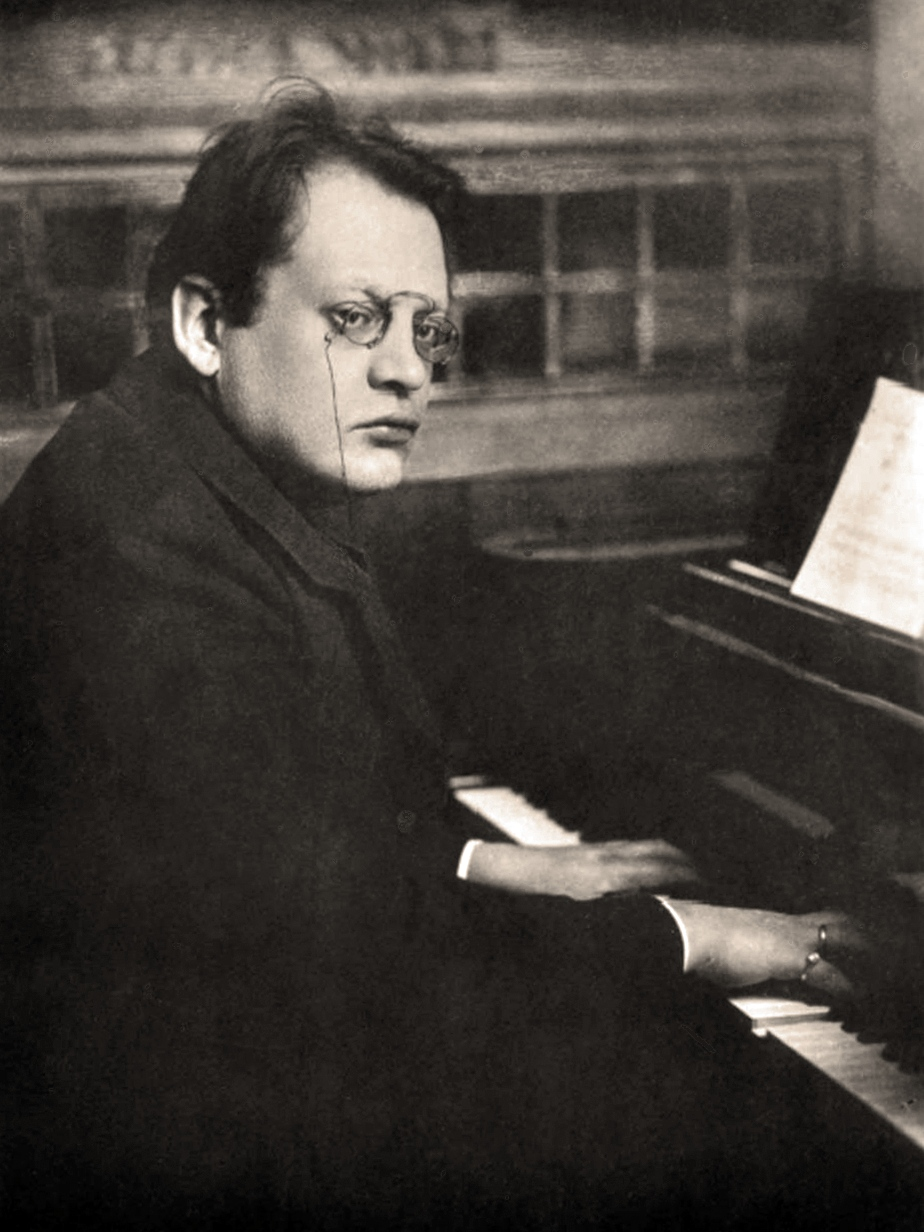
Max Reger al piano - 1910

El Concierto para piano en fa menor, op. 114, es un concierto para piano y orquesta compuesto por Max Reger en Leipzig en 1910. Dedicado a Frieda Kwast-Hodapp, quien estrenó la obra en Leipzig el 15 de diciembre de 1910 con la Gewandhausorchester dirigida por Arthur Nikisch. La difícil composición rara vez se ha interpretado y grabado. Los pianistas que la han abordado van desde el estadounidense Rudolf Serkin, que la grabó por primera vez en 1959, Marc-André Hamelinó Markus Becker, que fue solista en una grabación premiada en 2017.

## Historia
Cuando Reger fue a Dortmund para un festival de tres días dedicado a su música en 1910, la pianista Frieda Kwast-Hodapp interpretó sus Variaciones y fuga sobre un tema de J.S. Bach, op. 81. Reger, que ya en 1906 le había prometido un concierto para piano en Leipzig, repitió entonces su promesa. Comenzó la composición en mayo de 1910 y terminó el primer movimiento a finales de junio. Su editor, Bote & Bock, recibió la obra el 22 de julio. La composición, que comprende una partitura completa, partes y una reducción para piano a cuatro manos que el propio Reger adaptó, se publicó en septiembre de 1910. Estaba dedicada a Frieda Kwast-Hodapp. El manuscrito autógrafo se perdió en la destrucción de la sede de la editorial en Berlín en 1943, pero la dedicatoria textual decía: "Este material bestial pertenece a Frau Kwast. El jefe de los cerdos, Max Reger, lo confirma".  Ella fue la solista en el estreno en Leipzig el 15 de diciembre de 1910, con la Gewandhausorchester dirigida por el legendario Arthur Nikisch. 

## Estructura y análisis musical

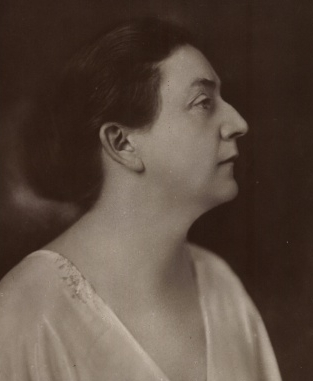
Frieda Kwast-Hodapp

El Concierto para piano en fa menor se estructura de manera tradicional en tres movimientos:  
1. Allegro moderato
2. Largo con gran espressione
3. Allegretto con spirito

La duración de la obra es de unos 39 minutos,  con un primer movimiento extenso de alrededor de 18 minutos. 
El primer movimiento se abre, como el Primer Concierto para piano de Brahms, con un redoble de timbales y fanfarrias orquestales.  El movimiento está compuesto en forma sonata, con un enfoque sinfónico que trata al piano y la orquesta como iguales.   En consecuencia, no tiene ninguna cadencia.  La música de Reger es armónicamente avanzada, evitando deliberadamente la tonalidad de fa menor. El pianista entra con unas octavas contundentes, seguidas de un diálogo dramático entre el solista y la orquesta. El segundo tema es lírico en contraste. 
El segundo movimiento, denominado Largo con gran espressione, comienza solo con el piano.  Reger citó algunas melodías de corales luteranos,  incluyendo el "Wenn ich einmal soll scheiden ", que es audible en el oboe y los primeros violines, el "O Welt, ich muss dich lassen" y, hacia el final del movimiento, el "Vom Himmel". hoch ", de nuevo en el oboe. Estos "fragmentos corales" forman parte de una textura original. 
El movimiento final ha sido descrito como de "carácter peculiar" con un tema "angular", que nuevamente se trata con un virtuosismo desafiante.  Se plantea otro diálogo "tormentoso" de piano y orquesta que se resuelve finalmente en una "conclusión afirmativa" en la tónica dominante de fa mayor. 

## Interpretaciones y grabaciones
El concierto para piano de Reger ha sido comparado con el Concierto para piano de Busoni como una pieza monumental extremadamente difícil de tocar.  Según el Süddeutsche Zeitung, el concierto de Reger "comparte el destino" del de Busoni y rara vez se interpreta.  Fue grabado por primera vez por el gran Rudolf Serkin con la Orquesta de Filadelfia dirigida por Eugene Ormandy en 1959.    El pianista Amadeus Webersinke hizo una grabación en 1973, con la Filarmónica de Dresde dirigida por Günther Herbig, que reeditado en 2002 en CD y en 2006 en una colección de obras orquestales de Reger.  Gerhard Oppitz lo grabó en 1988 con la Bamberger Symphoniker dirigida por Horst Stein.  Fue grabado en 2010 por Marc-André Hamelin con la Rundfunk-Sinfonieorchester Berlin dirigida por Ilan Volkov, combinado con Burleske de Richard Strauss. Un crítico señaló que Hamelin superó con éxito el desafiante material musical y calificó la interpretación del pianista de "pirotecnia extremadamente exigente" y como "absolutamente asombrosa". 
En 2016, con motivo del centenario de la muerte de Reger, Peter Serkin tocó el concierto con la American Symphony Orchestra dirigida por Leon Botstein en el Carnegie Hall de Nueva York. Esta interpretación se entendió también como "una continuación poética de la obra de su difunto padre".  El concierto fue grabado en vivo en 2017 por el pianista Markus Becker con la NDR Radiophilharmonie dirigida por Joshua Weilerstein. Un crítico del Süddeutsche Zeitung escribió que Becker dominaba los aspectos virtuosos de los acordes densos y las octavas "con garras de león" y también expuso la extrema sensibilidad y belleza del segundo movimiento.  Le valió el Opus Klassik a la mejor grabación de concierto del siglo XIX de 2019. 